# Ford Landau
Der Ford Landau ist ein ehemaliges Pkw-Modell der Mittelklasse, das sich auf dem brasilianischen und dem australischen Markt in seiner Bauform unterscheidet. Hergestellt wurde das Modell als viertürige Limousine von Ford do Brasil in Brasilien und von Ford Australia als zweitüriges Hardtop-Coupé. In den Vereinigten Staaten und in Kanada, gab es unter diesen Namen eine besser ausgestattete Variante des Ford LTD. Dieser war kurze Zeit auch in Deutschland erhältlich.
- Mittelklasselimousine Ford Landau der Baujahre 1971 bis 1983 aus Brasilien
- Hardtop-Coupé Ford Landau der Baujahre 1973 bis 1976 aus Australien
- Hardtop-Limousine Ford LTD Landau der Baujahre 1975 bis 1980 aus den Vereinigten Staaten
- Mittelklasselimousine Ford LTD Crown Landau der Baujahre 1980 bis 1983 aus den Vereinigten Staaten